# Белоусов, Николай Григорьевич
Белоусов Николай Григорьевич (1799, Киев — 1854, Санкт-Петербург) — профессор юридических наук в Нежинской Гимназии высших наук князя Безбородко. Действительный статский советник.
Один из учителей Николая Гоголя и Нестора Кукольника, философа Петра Редькина, этнографа Платона Лукашевича.

## Биография
Родился 24 апреля (5 мая) 1799 года в Киеве в мещанской семье. Его детские годы прошли в старой части города, «на Золотой улице» (ныне ул. Золотоворотская) у Киевского Софийского собора, где 7 мая 1800 года его отец Григорий Гаврилович Белоусов купил усадьбу у священника Даниила Дмитриевича Козловского. С правой стороны их соседом был протоиерей и кавалер Д. Сигиревич, с левой — дьякон Трофим Бобырь.
Окончил  Киево-Могилянскую академию (1814) и юридический факультет Харьковского университета со степенью кандидата прав (1818), после чего с января 1820 по 1825 год работал учителем русской словесности в Киевской губернской гимназии. С 6 мая 1825 года в чине титулярного советника он занял должность младшего профессора римского права в нежинской гимназии высших наук князя Безбородко, а с 1826 года также стал читать предварительный (двухмесячный) курс естественного права. Также читал предварительный курс естественного права. С 18 мая 1826 года по 21 июля 1830 года Белоусов также был инспектором классов; Н. В. Гоголь в 1826 году писал матери: «Пансион наш теперь на лучшем уровне образования … и этому всему причина наш нынешний инспектор, ему обязаны мы своим счастьем».
Донос старшего профессора политических наук гимназии М. В. Билевича 7 мая 1827 года положил начало «делу о свободомыслие». В нём Билевич писал, что «приметил у некоторых учеников основания вольнодумства», и это было прямым результатом читаемого Белоусовым курса естественного права. Дело рассматривалось на высшем уровне. В 1830 году, 27 октября, после приказа министра К. А. Ливена, который одобрил Николай I, Н. Г. Белоусова вместе с тремя другими профессорами (К. В. Шапалинский, И. Я. Ландражин и Ф. И. Зингер) уволили с работы и поставили под надзор полиции.
Только 7 мая 1835 года Белоусову было разрешено поступить на гражданскую службу. Сначала он служил в канцелярии киевского, подольского и волынского генерал-губернатора, в 1837 году перешёл на службу в Петербург — младшим столоначальником в Капитул российских императорских и царских орденов, где директором был дальний родственник Белоусова, Киселевский. С этого времени возобновился его карьерный рост: 12 января 1839 года он произведён в коллежские асессоры со старшинством со времени поступления в должность профессора; в том же году, 28 апреля, он был произведён в надворные советники со старшинством ещё трёх лет и в 1842 году был пожалован уже в коллежские советники. В 1842 году он женился на Елизавете Львовне Ильиной. В 1843 году он стал уже начальником 2-го отделения Капитула. Белоусовым были составлены именные списки кавалеров разных орденов с историческими отметками о каждом. Его труды были отмечены российскими орденами — до ордена Св. Анны 2-й степени; также ему был пожалован прусский орден Красного орла 3-й степени.
Умер 14 (26) августа 1854 года в чине действительного статского советника.

## Педагогическая деятельность
Николай Григорьевич Белоусов имел большое влияние на студентов и пользовался авторитетом и как преподаватель, и как инспектор, но с коллегами-профессорами не ладил.
Нестор Кукольник вспоминал: 

С необычайным искусством Николай Григорьевич изложил нам всю историю философии … так, что в голове каждого из нас установился прочно стройный систематический скелет науки наук. … Безконечную, неисчислимую пользу нашим студентам принесли лекции Николая Григорьевича.
Любимый учитель Николая Гоголя в Нежинской гимназии. Под его влиянием формировалось мировоззрение будущего писателя. Специалисты считают, что именно Белоусов стал прототипом героя поэмы Гоголя «Мертвые души» Александра Ивановича. Имел очень высокую оценку от Николая Гоголя:

Всевозможные удовольствия, забавы занятия доставлены нам, и этим мы всем Должны нашему инспектору. Я не знаю, можно ли достойно выхвалить этого родного человека. Он обходится со всеми нами совершенно как с друзьями своими, заступается за нас против притязаний конференции нашей и профессоров-школяров. И, признаюсь, ежели бы НЕ он, то у меня недостало бы терпения здесь оконч курс … 
Пётр Редкин, разделявший профессоров гимназии на два кружка — «К одному принадлежали люди благородные, умные и знающие, а в другой — их больше или меньше противоположность»  — причислял Белоусова к числу первых.
С. И. Машинский на основе большого количества материалов, хранящихся в Российском государственном историческом архиве в Петербурге и в архиве Нежина, показал связь нежинских профессоров с деятелями декабристского и польского освободительного движения. В частности с ними сблизился Василий Лукич Лукашевич во время проводов племянника Платона Лукашевича, который учился в Нежинской гимназии. После восстания декабристов на Сенатской площади Петербурга встречи Лукашевича с нежинскими единомышленниками не прекращались. И даже тогда, когда он стал человеком подозрительным и опасным для империи, нежинские профессора тайно приходили к Василию Лукичу и встречались с ним в Борисполе в его доме.